# Andreas Bierschock
Andreas „Andi“ Bierschock (* 1974 oder 1975) ist ein deutscher Moderator. Bekannt wurde er durch seine Auftritte in der auf RTL II laufenden Sendung Der Trödeltrupp.

## Leben
Bierschock kam über seinen Vater, der in dem Gewerbe schon über 30 Jahre tätig war, erstmals mit dem Handel mit Trödel in Berührung. So wurde er als Kind zu Flohmärkten mitgenommen und durfte Versteigerungen mitverfolgen. Mit Beginn der Pubertät nahm sein Interesse allerdings ab und Bierschock machte eine Ausbildung zum Koch. Zu Beginn der 2000er Jahre begann er seinen Vater bei dessen Arbeit zu unterstützen und blieb diesmal dem Trödelgewerbe treu.
Bierschock hat das Unternehmen seines Vaters übernommen. Das Monsieur Brocante befindet sich in Neustadt an der Aisch und war 2011 Thema einer Reportage der Frankenschau aktuell des BR Fernsehen.
Seit 2015 gehört Bierschock zum Moderatorenteam des Formats Der Trödeltrupp.

## Fernsehauftritte
- seit 2015: Der Trödeltrupp